# Regeringen Knudsen II

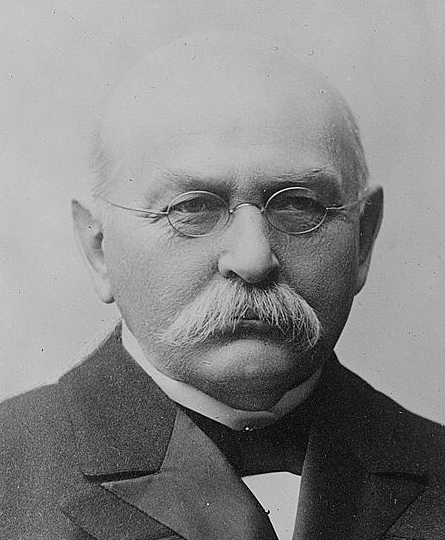
Gunnar Knudsen

Regeringen Knudsen II var en norsk regering. Den tillträdde 31 januari 1913. Det var en majoritetsregering med Venstre ledd av statsminister Gunnar Knudsen. 1913-15 var Aasulv Olsen Bryggesaa kyrko- och undervisningsminister men drog sig tillbaka på grund av dålig hälsa. Efter Stortingsvalet 1918 förlorade Venstre 22 mandat och hamnnade i minoritet i Stortinget. Regeringen lämnade in sin avskedsansökan den 4 februari 1919 men blev ombedd av kungen att fortsätta. Den 16 juni 1920 sökta regeringen avsked på nytt efter att dess förslag om reviderad vägbudget hade blivit nedröstat i Stortinget. Avskedsansökan blev godkänd den 19 juni och regering avgick den 21 juni 1920.